# Kornis család

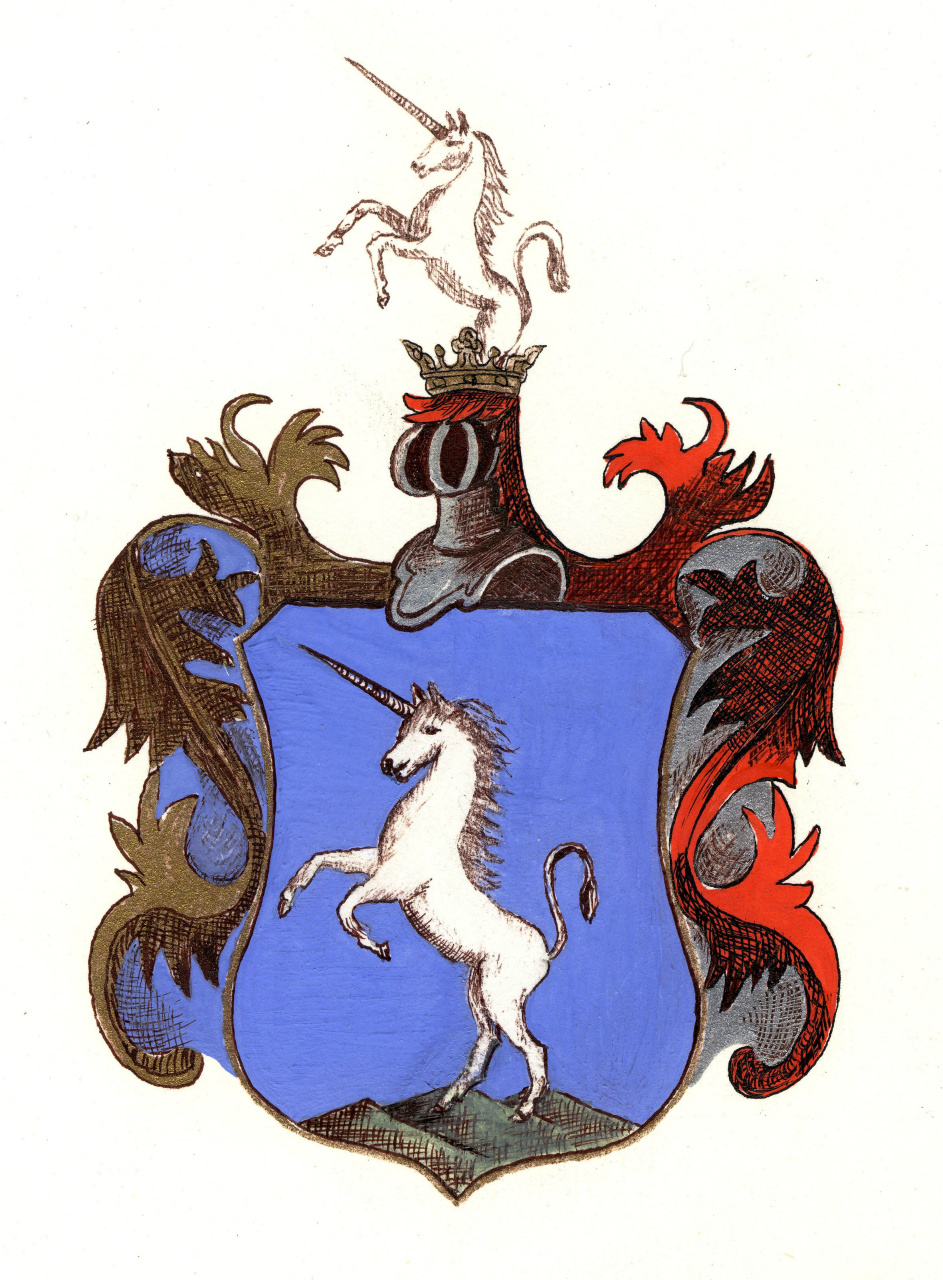
A göncz-ruszkai gróf Kornis család címere

A gönczruszkai gróf Kornis család régi nemesi család, mely Abaúj vármegyéből származik. (Némelyek orosz vagy francia származására [?] utaltak.)

## Története
A 15. század elején három testvér, Tabajdi Bertalan, Antal és Kornis (Cornis, Cornys) bírta Göncruszkát. Ez szolgáltatta eme Kornis utódainak, a Kornis családnak előnevét is.
1445-ben élt Kornis János, a család első kiválóbb tagja, ki szülőmegyéjének politikai életében játszott szerepet.
1500 körül élt Kornis Benedek leleszi prépost, a nagyváradi püspök helytartója. Kóbor életű ember volt, számos visszaélést követett el; szimóniával is vádolták.
A Kornis család Szapolyai János király uralkodása idején kivándorolt Erdélybe, ahol csakhamar szép névre és gazdagságra tettek szert.

## A család nevezetesebb tagjai
Kornis János, (a családban e néven első), Szapolyainak kegyelt híve volt, nagy birtokokat szerzett Udvarhelyszéken. 1537-ben a szerencsétlen tokaji ütközetben menekülés közben a Tiszába veszett. Utódai a „homoródszentpáli” előnevet is használták.
Kornis Miklós (II.) kiváló katona volt. 1529-ben a Ferdinánd-párti vajdának, Báthory Istvánnak hatalmába került, aki megölette őt.
Kornis János (II.) 1540-ben mint Tokaj várának kapitánya szerepelt. Izabella királyné hű embere volt.
Kornis Miklós (III.) 1548-ban a székelyektől Martinuzzi oldalára rendelt tanácsos, utóbb ily tisztséget töltött be 1556-ban  Petrovics Péter mellett is. 1540–1547 között több ízben hadakozott székely és szász csapatok élén apróbb gerillavállalkozásokban.
Kornis Mihály (I.) az 1558., 1560. és 1566. évi erdélyi országgyűlésen szerepelt. 1558-ban az adók számvitelével volt megbízva. 1562-ben ő is fellázadt János Zsigmond ellen, amiért börtönbe jutott.
Kornis Farkas kiváló befolyással volt a székelyekre. 1576-ban Báthory Istvánt, az újonnan megválasztott királyt Lengyelországba kísérte. 1595-ben a feketehalmi táborban mint a székelység egyik főkapitánya szerepelt. 1599-ben Báthory András pártján küzdve Mihály vajda kezébe került, aki megfosztotta életétől. Részt vett diplomáciai küldetésben is. Sokat buzgólkodott az unitárius vallás érdekében.
Fiai: Kornis Miklós és Zsigmond Székely Mózes fölkelő hadában vitézkedtek, és vezérükkel együtt estek el 1603-ban Brassó mellett.
Kornis Ferencet 1609-ben mint Udvarhelyszék főispánját említették.
Kornis Gáspár neves katona és diplomata. 1570-ben Lengyelországban működött Báthory István királlyá választatása érdekében. Báthory Zsigmond erdélyi fejedelemsége alatt a Habsburg-ház mellett s a törökkel való szövetség ellen agitált. 1594-ben, huszti kapitány korában csatát vesztett a Máramarosba betört török-tatár rablóhaddal szemben. 1596-ban Báthory Zsigmond neki adományozta Radnótot. (Innen előneve, „radnóti” is.) Mikor Mihály vajda Báthory András ellen támadt, Kornis Rudolfot  küldték a királyhoz segítséget kérni, ami maga után vonta Básta Györgynek Erdélybe jövetelét. A visszatért Kornis szerencsétlenségére a bosszúért lihegő Mihály vajda foglya lett, aki őt 1601-ben katonáival felkoncoltatta.
Három fia maradt:
- Kornis Boldizsár, aki 1604-ben a székelység tábornoka volt. Mikor csapatai, vonakodva a Bocskay elleni küzdelemtől, szétoszoltak, a magyarországi harctereket kereste fel. 1607-ben Rákóczi Zsigmond erdélyi fejedelem tanácsosa lett, 1608-ban háromszéki főkapitány, 1610-ben többekkel összeesküdött Báthory Gábor ellen, amiért életével kellett lakolnia.
- Kornis Zsigmond 1603-ban Básta seregében harcolt, 1610-ben – bátyjának, Boldizsárnak cinkostársa lévén – száműzték és Erdélyből menekülni kényszerült. Később visszatérve, Bethlen Gábor meg I. Rákóczi György fejedelmek alatt mint jeles tanácsos, bihari főispán, aranysarkantyús vitéz nagy tekintélyre tett szert. 1636-ban Rákóczi György vezéreként több ízben megütközött a törökökkel. Nagy uradalmai voltak Bihar, Zaránd és Szatmár vármegyében.
- Kornis György (III.), mint testvére is, 1610–1615 között száműzetésben élt. Később Kolozs vármegye főispánja volt.

Kornis Ferenc: a családi jószágokat ő is növelte 1648–1651-ben Doboka vármegyei stb. szerzeményekkel. 1636-ban Kolozs vármegye főispánja. I. Rákóczi György azzal gyanúsította, hogy titkos jezsuita és a bécsi udvar fizetett kémje. Ennek örve alatt többek között 1649-ben kicsikarta tőle Radnótot is. 1653-ban a folytonos gyanúsítás elhárítása miatt kénytelen volt – bár kelletlenül – beleegyezni az erdélyi jezsuita rend eltörlésébe. 1657-ben, II. Rákóczi György alatt a beözönlött tatárok rabja lett. A nehéz fogságból csak – nagyrészt jószágainak elzálogosításából előteremtett – 50 000 tallérnyi váltságpénzen tudott szabadulni. Ezután Rómába zarándokolt, de hazajövet Bécsben gutaütés áldozatául esett.
Kornis Gáspár (III.) Kemény János erdélyi fejedelem buzgó párthíve, s mint ilyen részt vett a szerencsétlen nagyszőlősi ütközetben is. 1673-ban marosszéki főkapitány. Az apjától elzálogosított és elvett birtokokból sokat visszaszerzett, ellenben a család ősi fészkét, Göncruszkát eladta Csáky István grófnak.
Ugyancsak egy Kornis Gáspár (1641–1683) nagy befolyású híve volt Apafi Mihály fejedelemnek, akinek udvarán még a mindenható Teleki Mihály miniszterrel szemben is megőrizte függetlenségét. Soha nem vállalt semminemű hivatalt. 1683-ban hirtelen, gyanús halállal múlt ki, állítólag az általa megsértett és megfenyegetett Teleki megmérgeztette volna. (V. ö. Cserei Mihály históriája.)
Kornis István a Habsburg-ház tántoríthatatlan párthíve, a nemzeti törekvések ellensége volt. Közpályáját 1705-ben kezdte Rabutin császári és királyi tábornok oldalán, mint inspector commissarius, 1710-ben királyi tanácsos, 1713-ban küküllői, 1718-ban alsófehér vármegyei főispán. Mint valóságos belső titkos tanácsos, főkamarásmester, erdélyi tartománybiztos kiváló szerepet játszott, az 1741-es országgyűlésen a rendek elnöke is lett. Meghalt 1741-ben.
Kornis Zsigmond (1677–1731) nevű testvére, kivel együtt 1712-ben örökös grófságot nyert,  császári és királyi kamarás és valóságos b. t. tanácsos, 1710-ben udvari kancellár, 1713-ban erdélyi főkormányzó.
Kornis Antal, István fia, 1742-ben apjának tartománybiztosi hivatalába lépett. 1754-ben főkormányszéki tanácsos volt.
Kornis Ferenc 1729-ben Küküllő vármegyei főispán volt.
Kornis Mihály (1796–1835) korán lépett a hivatalnoki pályára. 1826-ban kővárvidéki, 1829-ben Kolozs vármegyei adminisztrátor, 1832-ben magyar királyi kincstári tanácsos, akinek az erdélyi országgyűléseken is nagy befolyása volt szakképzettségénél és népszerűségénél fogva. 1830-ban tagja lett a Magyar Tudományos Akadémia igazgatótanácsának.
Kornis Zsigmond (III.) (1750–1809) 1808-ban szolnok-dobokai főispán[forrás?].
Kornis János Ignác nevű fia (1781–1840) 1817-ben kővári adminisztrátor, 1827-ben erdélyi főkormányszéki alelnök és valóságos b. t. tanácsos, 1837-ben erdélyi főkormányzó.
Kornis Gábor (1809–1877), császári és királyi őrnagy, a német vitézrend lovagja.
Kornis Károly (1841–1893), a magyar főrendiház tagja, 1859-ben mint főhadnagy vett részt az olasz háborúban, 1860-ban kilépett a katonai szolgálatból.
Kornis Emil János (1843–1917), császári és királyi kamarás, osztálytanácsos a magyar királyi belügyminisztériumban.
Kornis Károly (1920–1999) a Generali Versicherungs AG (Bécs) elnök-vezérigazgatója.
A család néhány nőtagja csillagkeresztes és udvarhölgy volt.
A Kornis család címerében a család nevét jelképező egyszarvú (unikornis) látható.

## Kastélyaik
- Kornis-kastély (Szerep)[11]
- Kornis-kastély (Tiszavasvári)[12]
- Kornis-kastély (Szentbenedek)

## Kapcsolódó szócikk
Szentbenedek